# Nuno Gomes Nabiam
Nuno Gomes Nabiam (Bissau, 17 november 1966) is een Guinee-Bissause politicus. Tussen 2020 en 2023 was hij premier van zijn land.

## Biografie

### Opleiding
Gomes Nabiam studeerde af aan de middelbare school Kwame Nkrumah in Bissau. Hij voltooide zijn opleiding aan het Hoger Instituut voor Burgerluchtvaarttechniek in Kiev, Oekraïne. Hij studeerde later in de Verenigde Staten, waar hij een Masters graad in Business Administration behaalde.

### Politieke carrière
Gomes Nabiam werd een activist in de jeugdafdeling van de PAIGC in 1978 en twee jaar later militant in de PAIGC. In 2012 werd hij door de Guinee-Bissause regering benoemd tot voorzitter van de raad van bestuur van het Agentschap voor de burgerluchtvaart van Guinee-Bissau.
In april 2014 betrad hij het politieke toneel en deed hij mee aan de presidentsverkiezingen met de steun en begeleiding van Kumba Ialá, oprichter van de op een na grootste politieke macht van het land, de Partij van de Sociale Vernieuwing (Portugees: Partido de Renovação Social -PRS). Hij bereikte de tweede ronde en concurreerde met José Mário Vaz, Deze laatste won en werd tot president van het land gekozen.
In november 2014, na de nederlaag bij de presidentsverkiezingen, presenteerde Gomes Nabiam in Gabú zijn nieuwe partij, de Vergadering van het Verenigde Volk - Democratische Partij van Guinee-Bissau (Portugees: Assembleia do Povo Unido - Partido Democrático da Guiné-Bissau - APU-PDGB).
In mei 2019, tijdens een bijeenkomst op het plein van de Martelaars van Pidjiguiti, in Bissau, verklaarde Nuno Nabiam dat Domingos Simões Pereira door de toenmalige president, José Mario Vaz, "koste wat het kost" tot premier zou worden benoemd als leider van de partij PAIGC, die de parlementsverkiezingen van het land gewonnen had. Dat gebeurde uiteindelijk niet.
Tot 28 februari 2020 bekleedde hij de functie van eerste vicevoorzitter van de Nationale Volksvergadering van Guinee-Bissau, toen deze Umaro Sissoco Embaló voordroeg als president van Guinee-Bissau na diens overwinning in de presidentsverkiezingen. Op dezelfde dag werd hij door Sissoco Embaló aangesteld als regeringsleider en premier van het land, ter vervanging van Aristides Gomes. Hij behield het premierschap tot augustus 2023, toen hij na de verloren verkiezingen vervangen werd door Geraldo Martins.